# Nicolau Vergueiro
Nicolau Vergueiro là một đô thị thuộc bang Rio Grande do Sul, Brasil. Đô thị này có diện tích 155,82 km², dân số năm 2007 là 1759 người, mật độ 11,29 người/km².